# 趙爾豊
趙 爾豊（ちょう じほう）は、清末の政治家。字は季和。奉天府鉄嶺県出身の漢軍正藍旗人。清末に四川省・チベット等で地方政府長官級の各職を務めた人物である。兄は清末民初の政治家である趙爾巽。

## 事跡
1875年（光緒元年）、郷試を受けたが及第せず、謄録（浄書係の旧称）に任じられた。その後、山西省で官吏としての経歴を開始したが、1888年（光緒14年）、当時山西省に赴任していた錫良（シリャン）に見出され、以後、錫良の引き立てにより各職を歴任する。特に、1901年（光緒27年）からは、河道総督となった錫良の下で、趙爾豊が河川工事の責任者を務め、実績を積んでいる。
1903年（光緒29年）、四川総督となった錫良に随従して趙爾豊も四川入りし、会党や土司の反乱鎮圧に従事した。1906年（光緒32年）、清朝から督弁川滇辺務大臣に任命される。そして1907年（光緒33年）、錫良の後任として、護理四川総督に任じられた。1908年（光緒34年）5月、駐蔵大臣兼領辺務大臣に任じられ、さらに正式に四川総督に就任した。1909年（宣統元年）には、軍を率いてチベット入りしたが、この年に駐蔵大臣等を辞任し、川滇辺務大臣に専任となる。
1911年（宣統3年）4月、趙爾豊は四川総督に復帰し、四川省で発生した鉄道保護運動の鎮圧に奔走した。しかし、武昌起義が勃発すると、四川省でも鉄道保護運動が革命派の蜂起と結びついていく。鎮圧どころか、自己の身が危うくなった趙爾豊は、四川咨議局議長蒲殿俊に政権を委ねて下野する。
しかし、鉄道保護運動鎮圧で革命派などから怨みを買い、さらに反動的蜂起を疑われていた趙爾豊は、同年12月、蒲殿俊を後継した四川都督尹昌衡により逮捕され、成都で公開処刑された。享年67。